# Red Lake (Minnesota)
Red Lake – jednostka osadnicza w Stanach Zjednoczonych, w stanie Minnesota, w hrabstwie Beltrami.
21 marca 2005 w miejscowości doszło do masakry, której sprawcą był 16-letni Jeffrey Weise. Zastrzelił on w miejscowej szkole 7 osób i ranił 5, po czym popełnił samobójstwo. Wcześniej zamordował dwóch członków swojej rodziny.